# فاسربورغ أم إن
فاسربورغ أم إن (بالألمانية: Wasserburg am Inn) هي بلدة و بلدة ألمانية تقع في روزنهايم في ألمانيا.

## المدن التوأمة
مدن فينسينس (إنديانا) و Cugir هي مدن توأمة لفاسربورغ آم إن.

## أعلام
- كيته براون
- فريتز هوبر
- جوسيف باور
- ويلهلم وايس